# سیاه‌نمایی
در سینمای ایران، سیاه‌نمایی اصطلاحی توهین‌آمیز است که از سوی منتقدان محافظه‌کار ایرانی برای تحقیر فیلم‌های ایرانی که تصویری منفی از کشور را به نمایش می‌گذارند، به کار برده می‌شود.

## تعریف
برخی از منتقدان ایرانی، به ویژه مسعود فراستی، بر این باورند که فیلم‌هایی که «تصویری تیره و تاریک از شرایط اجتماعی جمهوری اسلامی، یا تصویری عجیب و غریب و بدوی از ایرانیان در صحنه روستایی» را به تصویر می‌کشند، تنها به دنبال کسب جوایز در جشنواره‌های فیلم غربی هستند. برخی از مقامات ایرانی و ایرانیان خارج از کشور نیز چنین نظری را داشته‌اند. اما تمام منتقدان ایرانی در این مورد هم عقیده نیستند. هوشنگ گلمکانی از جمله منتقدانی است که از این نظر حمایت نمی‌کند.
تعدادی از فیلم‌سازان مطرح ایران مانند اصغر فرهادی و جعفر پناهی متهم به چنین مقصودی هستند. پناهی در تاکسی (۲۰۱۵) به اتهامات مطرح‌شده پاسخ داده و گفته‌است: «واقعیاتی وجود دارد که نمی‌خواهند نشان داده شود… نمی‌خواهند آن را نشان دهند، اما خودشان این کار را می‌کنند». کارگردان امید شمس پس از انتشار ملاقات خصوصی (۱۴۰۰) در مصاحبه با اعتماد گفت «به ما می‌گویند در فیلم‌های‌تان همه‌چیز را گل و بلبل نشان دهید. طوری که انگار اصلاً جامعه ما اینگونه نیست.»